# Coppa USL 2024
La Coppa USL 2024 è stata la prima edizione della Coppa USL, nota anche come USL Jägermeister Cup per motivi di sponsorizzazione. Vi hanno preso parte tutti i 12 partecipanti alla stagione 2024 della USL League One.

## Formula del torneo
La competizione si è sviluppata da aprile a settembre e lo svolgimento del torneo è avvenuto in due fasi: la fase a gironi e quella a eliminazione diretta. 
La fase a gironi, durata dal 27 aprile al 1° settembre, prevedeva che le 12 partecipanti fossero divise su base territoriale in tre gruppi da quattro squadre. Ciascun club ha affrontato sia in casa che in trasferta ogni altra squadra del proprio raggruppamento, oltre ad aver disputato due ulteriori incontri, uno in casa e uno fuori, contro avversarie di altri gironi. In questa fase non erano previsti i pareggi, con i tiri di rigore che sono stati calciati in caso di parità dopo i novanta minuti di gioco. Sono stati assegnati tre punti per ogni vittoria ottenuta nei tempi regolamentari, due punti per ogni successo ai rigori e un punto per ogni sconfitta ai rigori.
Alla fase ad eliminazione diretta si sono qualificate le tre squadre vincitrici dei tre gironi assieme al club che, tra gli altri nove, aveva segnato il maggior numero di reti. In questa fase non erano previsti i tempi supplementari e sono stati calciati direttamente i tiri di rigore in caso di parità dopo i tempi regolamentari.

## Partecipanti
| Club                   | Città       | Stato             | Stadio                           | Capienza |
| ---------------------- | ----------- | ----------------- | -------------------------------- | -------- |
| C.V. Fuego             | Fresno      | California        | Fresno State Soccer Stadium      | 1.000    |
| Charlotte Independence | Charlotte   | Carolina del Nord | American Legion Memorial Stadium | 10.500   |
| Chattanooga Red Wolves | Chattanooga | Tennessee         | David Stanton Field              | 5.500    |
| Forward Madison        | Madison     | Wisconsin         | Breese Stevens Field             | 5.000    |
| Greenville Triumph     | Greenville  | Carolina del Sud  | Legacy Early College Field       | 4.000    |
| Lexington              | Lexington   | Kentucky          | Toyota Stadium (Georgetown)      | 5.000    |
| Northern Colorado H.   | Windsor     | Colorado          | Future Legends Complex           | 6.000    |
| One Knoxville          | Knoxville   | Tennessee         | Regal Stadium                    | 3.000    |
| Richmond Kickers       | Richmond    | Virginia          | City Stadium                     | 22.611   |
| S.G. Tormenta          | Statesboro  | Georgia           | Eagle Field                      | 3.500    |
| Spokane Velocity       | Spokane     | Washington        | One Spokane Stadium              | 5.100    |
| Union Omaha            | Omaha       | Nebraska          | Werner Park (Papillion)          | 9.023    |

## Fase a gironi

### Girone Ovest
|  | Pos. | Squadra              | Pt | G | V | VR | PR | P | GF | GS | DR  |
|  | ---- | -------------------- | -- | - | - | -- | -- | - | -- | -- | --- |
|  | 1.   | Northern Colorado H. | 21 | 8 | 6 | 1  | 1  | 0 | 22 | 10 | +12 |
|  | 2.   | Union Omaha          | 14 | 8 | 3 | 2  | 1  | 2 | 16 | 13 | +3  |
|  | 3.   | C.V. Fuego           | 8  | 8 | 1 | 1  | 3  | 3 | 8  | 10 | -2  |
|  | 4.   | Spokane Velocity     | 5  | 8 | 1 | 0  | 2  | 5 | 9  | 17 | -8  |

### Girone Centro
|  | Pos. | Squadra                | Pt | G | V | VR | PR | P | GF | GS | DR |
|  | ---- | ---------------------- | -- | - | - | -- | -- | - | -- | -- | -- |
|  | 1.   | Forward Madison        | 17 | 8 | 5 | 1  | 0  | 2 | 10 | 8  | +2 |
|  | 2.   | One Knoxville          | 15 | 8 | 4 | 1  | 1  | 2 | 8  | 7  | +1 |
|  | 3.   | Lexington              | 14 | 8 | 3 | 2  | 1  | 2 | 10 | 10 | 0  |
|  | 4.   | Chattanooga Red Wolves | 6  | 8 | 1 | 1  | 1  | 5 | 10 | 15 | -5 |

### Girone Est
|  | Pos. | Squadra                | Pt | G | V | VR | PR | P | GF | GS | DR |
|  | ---- | ---------------------- | -- | - | - | -- | -- | - | -- | -- | -- |
|  | 1.   | Charlotte Independence | 14 | 8 | 3 | 1  | 3  | 1 | 11 | 9  | +2 |
|  | 2.   | Greenville Triumph     | 12 | 8 | 3 | 1  | 1  | 3 | 10 | 8  | +2 |
|  | 3.   | Richmond Kickers       | 12 | 8 | 2 | 3  | 0  | 3 | 9  | 11 | -2 |
|  | 4.   | S.G. Tormenta          | 6  | 8 | 0 | 2  | 2  | 4 | 8  | 13 | -5 |

Legenda:
      Ammesse alla fase a eliminazione diretta.

## Playoff
|  | Semifinali | Semifinali             | Semifinali |                 |       | Finale               | Finale | Finale |  |
|  |            |                        |            |                 |       |                      |        |        |  |
|  | O1         | Northern Colorado H.   | 2          |                 |       |                      |        |        |  |
|  | O1         | Northern Colorado H.   | 2          |                 |       |                      |        |        |  |
|  | WC         | Union Omaha            | 0          |                 |       |                      |        |        |  |
|  | WC         | Union Omaha            | 0          |                 | O1    | Northern Colorado H. | 1 (6)  |        |  |
|  |            |                        |            |                 | O1    | Northern Colorado H. | 1 (6)  |        |  |
|  |            |                        | C1         | Forward Madison | 1 (5) |                      |        |        |  |
|  | C1         | Forward Madison        | C1         | Forward Madison | 1 (5) | 2                    |        |        |  |
|  | C1         | Forward Madison        |            |                 |       |                      |        |        |  |
|  | E1         | Charlotte Independence | 1          |                 |       |                      |        |        |  |

## Verdetti
Campione:  Northern Colorado H. (1° titolo)